# Oxytropis kopetdaghensis
Oxytropis kopetdaghensis är en ärtväxtart som beskrevs av Nikolai Fedorovich Gontscharow. Oxytropis kopetdaghensis ingår i släktet klovedlar, och familjen ärtväxter. Inga underarter finns listade i Catalogue of Life.